# Traillöpning

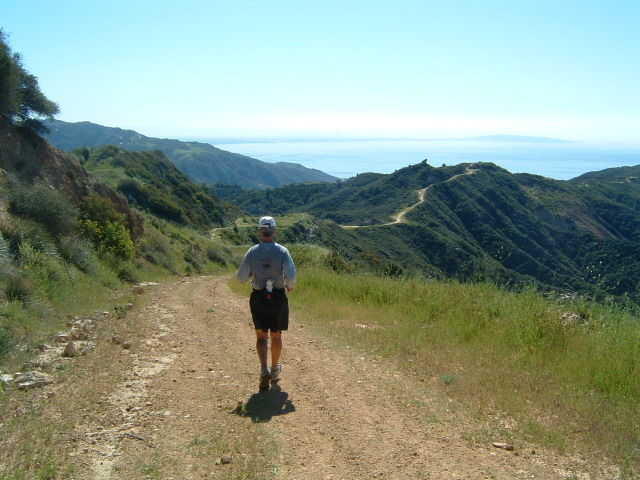
Löpare på Backbone Trail, Santa Monica Mountains i Kalifornien.

Traillöpning (eller populärt och officiellt trailrunning) är löpning på naturstigar. Traillöpning utövas ofta enskilt, och distansen kan variera från runt fem kilometer till ultramaraton-distanser. Begreppet kommer från USA där det är väletablerat och ett namn på en tävlingsform. I Sverige finns ett flertal tävlingar som från början av 2000-talet har lockat allt fler löpare. Från och med 2013 har det skett en snabb utveckling av antalet lopp i Sverige. I Trailkalendern kan man hitta alla de svenska trailloppen. Vad trailrunning innebär för den enskilda utövaren är högst individuellt och kanske även ibland svårt att sätt ord på. Däremot finns det vid tävling vissa bestämmelser att iaktta: man måste ha med sig utrustning bestående av skyddskläder, vatten, telefon m.m.